# Alcedininae
Alcedininae este una dintre cele trei subfamilii ale pescărașilor. Pescărașii de râu sunt răspândiți în Africa și Asia de Est și de Sud până în Australia, cu o specie, pescărașul albastru (Alcedo atthis), care apare și în Europa și Asia de Nord. Această grupă include mulți pescărași care efectiv se scufundă după pești. Originea subfamiliei este considerată a fi în Asia.

## Taxonomie
Un studiu filogenetic molecular al pescărașilor de râu publicat în 2007 a constatat că genurile definite atunci nu formează grupuri monofiletice. Speciile au fost ulterior rearanjate în patru genuri monofiletice. O cladă care conținea patru specii a fost plasată în genul Corythornis, iar cinci specii au fost mutate de la Alcedo la Ceyx.
Toți cu excepția unuia dintre pescărașii din Ceyx, au trei degete în loc de cele patru obișnuite.
Subfamilia include 35 de specii împărțite în patru genuri. Pescărașul pitic african este uneori plasat în genul monotipic Myioceyx, iar alteori împreună cu pescărașii pigmei în Ispidina.
| Imagine | Gen                    | Specii |
| ------- | ---------------------- | --- |
|         | Ispidina Kaup, 1848    | - Ispidina picta - Ispidina lecontei |
|         | Corythornis Kaup, 1848 | - Corythornis madagascariensis - Corythornis leucogaster - Corythornis cristatus - Corythornis vintsioides |
|         | Alcedo Linnaeus, 1758  | - Alcedo coerulescens – pescăraș albăstrui - Alcedo euryzona - Alcedo peninsulae - Alcedo quadribrachys - Alcedo meninting - Alcedo atthis – pescăraș albastru - Alcedo semitorquata - Alcedo hercules – pescăraș uriaș |
|         | Ceyx Lacépède, 1799    | - Ceyx erithaca - Ceyx rufidorsa - Ceyx melanurus - Ceyx fallax - Ceyx sangirensis - Ceyx lepidus - Ceyx margarethae - Ceyx wallacii - Ceyx cajeli - Ceyx solitarius - Ceyx dispar - Ceyx mulcatus - Ceyx sacerdotis - Ceyx meeki - Ceyx collectoris - Ceyx nigromaxilla - Ceyx gentianus - Ceyx cyanopectus - Ceyx argentatus - Ceyx flumenicola - Ceyx azureus - Ceyx websteri - Ceyx pusillus |